# کنیازوو (باشقیرستان)
کنیازوو (به لاتین: Knyazevo) یک منطقهٔ مسکونی در روسیه است که در باشقیرستان واقع شده‌است.